# Литературна теория
Литературната теория е в най-стриктен смисъл систематично изучаване на литературата като изкуство, нейните характеристики, качества, производство, продукция, т.е. творчески процес, както и изучаване на методите за анализиране на литературата. В действителност обаче от 19 век насам изучаването и анализирането на литературата са интердисциплинарни полета — ако през 19 век изучаването на литературата става по отношение на историческите и социални процеси в едно общество, то от 70-90-те на 20 век психоанализата се намесва в литературната теория, а през 21 век това е когнитивната наука - тези две изследователски области са само отделни примери за това как се мисли, изучава и анализира литературната творба. Разнообразието от интелектуални традиции и приоритети в литературната теория е понякога причина различните типове литературна теория да са дори радикално различни, като намирането на общи черти между тях за основа на някакво сравняване може да бъде трудно. Тъй като на запад литературната теория започва да се развива в истинския, модерния смисъл на думата през 1950, може да се каже, че в България присъстват някои от школите на литературната теория, които са изброени по-долу (означени са с флагче), но реално доминиращата литературна теория, преподавана в училищата и университетите у нас принадлежи на по-стари от тези традиции, а именно литературната теория, такава каквато е била през 19 век , тоест през романтизма с примеси на структурализъм от 50-те на 20 век. Школите на литературната теория, които са намерили почва в България най-често биват означавани като „модерни подходи към литературата“ или модерни интерпретативни подходи.

## История

### Руска литературна теория
В началото на 20 век руският формалист Борис Томашевски пише своя учебник „Теория на литературата“ (1925), този модел за литературна теория е доминиращ дълго време (основно през периода на комунистическо управление) сред множеството руски и съветски теоретици, както и български преподаватели и изследователи, като в България все още е използван. Тази структурална (формалистка) теория на литературата включва в полето на литературната теория три основни раздела на поетиката:
1. Елементи на стилистиката. Поетическият език е подразделен като лексика, семантика и синтаксис, по аналогия с общата структура на езика.
2. Сравнителна метрика. Представена е същността на стихотворния ритъм.
3. Тематика. Включени са тематология, мотивика и жанрология.

Тоест литературната теория е представена като предмет на „структурата на литературната творба и полето на литературността“. 

## Съвременна литературната теория. Школи
Школите основно отразяват англо-американската и западноевропейска литературната теория, като изключение са руският формализъм, структурализъм и семиотика, есетизъм.
- Естетизъм

асоциира се с романтизма, определя естетическата стойност като основна цел на разбиране на литературата.
- Американски прагматизъм
- Културни изследвания

ролята на литературата в ежедневието
- Сравнително литературознание
- Деконструкция
- Джендър изследвания
- Формализъм
- Германска херменевтика и филология
- Марксизъм (70-те на 20 век)
- Модернизъм
- Нова критика
- Нов историцизъм

изследва текста чрез други основни текстове на периода
- Постколониализъм
- Постмодернизъм
- Постструктурализъм
- Психоанализа
- Куиър теория
- Руски формализъм
- Структурализъм и семиотика
- Екокритицизъм
- Феминистка литературна критика